# Радовельська сільська рада
Радовельська сільська рада — колишня адміністративно-територіальна одиниця та орган місцевого самоврядування у Олевському районі Коростенської і Волинської округ, Київської й Житомирської областей Української РСР та України з адміністративним центром у с. Радовель.

## Населені пункти
Сільській раді були підпорядковані населені пункти:
- с. Радовель
- с. Пояски
- с. Рудня-Радовельська

## Населення
Кількість населення ради станом на 1923 рік становила 2 401 особу, кількість дворів — 374.
Відповідно до результатів перепису населення СРСР, кількість населення ради станом на 12 січня 1989 року становила 2 837 осіб.
Станом на 5 грудня 2001 року, відповідно до перепису населення України, кількість мешканців сільської ради становила 1 904 особи.

### Мова
Розподіл населення за рідною мовою за даними перепису 2001 року:
| Мова       | Відсоток |
| ---------- | -------- |
| українська | 98,79 %  |
| російська  | 0,84 %   |
| вірменська | 0,26 %   |
| молдовська | 0,11 %   |

## Склад ради
Рада складалася з 16 депутатів та голови.

### Керівний склад сільської ради
| ПІБ                            | Основні відомості                                                                                   | Дата обрання | Дата звільнення |
| ------------------------------ | --------------------------------------------------------------------------------------------------- | ------------ | --------------- |
| Якубовський Михайло Михайлович | Сільський голова, 1966 року народження, освіта, член Української Народної Партії                    | 26.03.2006   | 31.10.2010      |
| Якубовський Михайло Михайлович | Сільський голова, 1966 року народження, освіта середня спеціальна, член Української Народної Партії | 31.10.2010   |                 |

Примітка: таблиця складена за даними джерела

## Історія
Створена 1923 року в складі сіл Радовель, Рудня-Радовельська Білокуровицької волості та Болярка Олевської волості Овруцького повіту Волинської губернії. 7 березня 1923 року включена до складу новоутвореного Олевського району Коростенської округи. Станом на 17 грудня 1926 року в підпорядкуванні ради значилися хутори Бобечків, Глина, Гора, Загрузька, Замостище, Замош, Зарудня-Хлан, Засуччя, Зелениця, Капаннє, Коли, Коров'є, Коров'я, Кулишин, Логово, Мокра Болярка, Новини, Озерянське лісництво, Підгір'є, Повк, Подосінь, Полона, Пояски, Радовельське лісництво, Радовельська болотяна станція, Риковка, Рудня-Радовельська, Савчин, Семейлов, Токчи, Хутора та залізнична станція Рудня-Радовельська. На 1 жовтня 1941 року хутори Бобечків, Глина, Гора, Загрузька, Замостище, Замош, Зарудня-Хлан, Засуччя, Зелениця, Капаннє, Коли, Коров'є, Коров'я, Кулишин, Логово, Мокра Болярка, Новини, Озерянське лісництво, Підгір'є, Повк, Подосінь, Полона, Радовельська болотяна станція, Радовельське лісництво, Риковка, Рудня-Радовельська, Савчин, Семейлів, Токчи, Хутора та зал. ст. Рудня-Радовельська не перебували на обліку населених пунктів.
Станом на 1 вересня 1946 року входила до складу Олевського району Житомирської області, на обліку в раді перебували села Болярка, Радовіль, Рудня-Радовільська та хутір Пояски.
11 серпня 1954 року, відповідно до указу Президії Верховної ради Української РСР «Про укрупнення сільських рад по Житомирській області», підпорядковано с. Дуброва та зал. ст. Пост-Дров'яний ліквідованої Дубровської сільської ради Олевського району. 2 вересня 1954 року, відповідно до рішення Житомирського облвиконкому № 1087 «Про перечислення населених пунктів в межах районів Житомирської області», с. Болярка передане до складу Кишинської сільської ради Олевського району. 9 жовтня 1961 року, відповідно до рішення Житомирського облвиконкому № 973 «Про зміни в адміністративно-територіальному поділі Олевського району», у населеному пункті Дуброва створено Дібрівську селищну раду Олевського району. 27 червня 1969 року взято на облік новостворений населений пункт — селище Вербове.
На 1 січня 1972 року сільська рада входила до складу Олевського району Житомирської області, на обліку в раді перебували села Пояски, Радовель, Рудня-Радовельська та селище Вербове.
23 лютого 2006 року, відповідно до рішення Житомирської обласної ради «Про виключення з облікових даних селища Вербове Олевського району», с-ще Вербове зняте з обліку населених пунктів.
Виключена з облікових даних 17 липня 2020 року. Територію та населені пункти ради, відповідно до розпорядження Кабінету Міністрів України № 711-р від 12 червня 2020 року «Про визначення адміністративних центрів та затвердження територій територіальних громад Житомирської області», включено до складу Олевської міської територіальної громади Коростенського району Житомирської області.